# Château de Muncaster
Le château de Muncaster est un château privé surplombant la rivière Esk, à environ un mile à l'est de la ville côtière ouest de Ravenglass en Cumbria, en Angleterre. Il est inscrit sur la liste du patrimoine national de l'Angleterre comme bâtiment de Grade I.

## Histoire

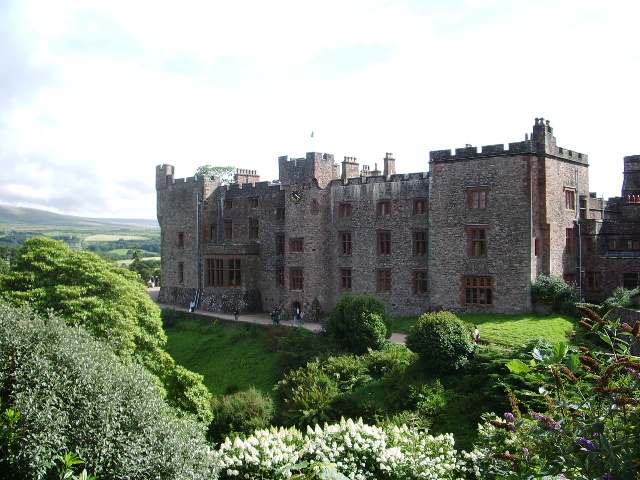
Château de Muncaster

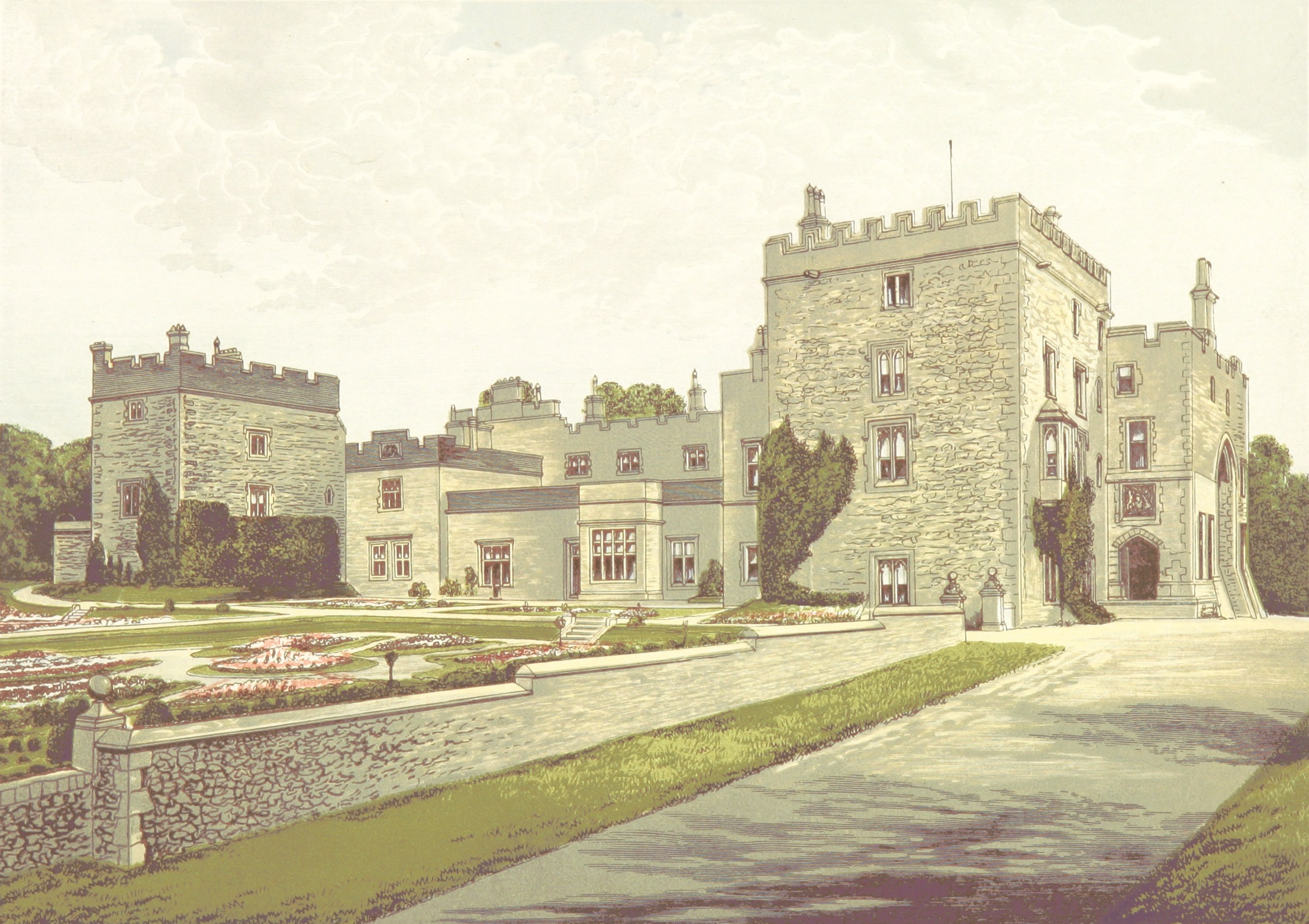
Château de Muncaster vers 1880

L'endroit est maintenant connu de manière déformée sous le nom de "Muncaster", apparu pour la première fois dans un registre d'église de Cumberland en 1577, mais son nom original, selon toutes les anciennes preuves et archives, est "Mulcaster", enregistré dans les rouleaux de pipe de Cumberland vers 1150 (également comme Molecaster et Mulecaster en 1190 et 1236 respectivement).
Le toponyme "Muncaster" contient le mot latin castra, qui signifie "campement", ou "fort". On soupçonne que le site du château repose sur des fondations datant de l'époque romaine, qui, si elles existent, peuvent représenter un castellum pour le fort romain voisin de Glannoventa à Ravenglass.
Le domaine de Muncaster est accordé à Alan de Penitone en 1208. Les parties les plus anciennes du château comprennent le Grand Hall et la tour Pele du XIVe siècle, un type de fortification de tour de guet unique à la région frontalière anglo-écossaise.
Entre 1860 et 1866, Anthony Salvin remodèle largement le château de Muncaster pour les barons Muncaster. Sir John Frecheville Ramsden, 6e baronnet discute des modifications proposées au château avec Edwin Lutyens à partir de 1916, mais rien n'en sort et Lutyens conçoit le Muncaster War Memorial, construit en 1922, sur une commande de Ramsden.
Les jardins de Muncaster comprennent des éléments conçus pour tirer parti des vues sur la vallée d'Esk et les montagnes. Il y a une volière contenant des hiboux et d'autres oiseaux rapaces de Grande-Bretagne et d'outre-mer.
Le château de Muncaster appartient toujours à la famille Pennington, qui vit à Muncaster depuis au moins 800 ans. Jusqu'à sa mort en 2011, Phyllida Gordon-Duff-Pennington et son mari Patrick Gordon-Duff-Pennington (1930-2021) travaillent pour restaurer le château à partir d'une "relique en ruine" et en faire un lieu de tourisme et d'événements. Depuis 2021, les propriétaires sont Peter et Iona Frost-Pennington, avec leur fils aîné Ewan le "directeur des opérations de Muncaster". Il compte aujourd'hui plus de 90 000 visiteurs par an.

## La chance de Muncaster
Après la bataille de Towton en 1461, selon la tradition, Henri VI s'enfuit au château de Muncaster où Sir John Pennington l'abrite. Henry donne à Sir John un bol en verre vénitien, avec un souhait: "Tant que ce bol ne sera pas déchiré, les Pennington de Muncaster ne seront jamais dominés". Le verre, qui est toujours intact et toujours au château, est maintenant connu sous le nom de "La chance de Muncaster".